# 大塚利恵
大塚 利恵（おおつか りえ、1976年8月18日 - ）は、日本の、作詞家、作詞インストラクター、シンガーソングライター。茨城県北茨城市出身。

## 来歴
- 1992年
  - 茨城県立水戸第一高等学校入学。
- 1993年
  - ソニー・ミュージック主催ボーカリスト・オーディション「VOICE2」でファイナリストになる。
- 1995年
  - 東京音楽大学作曲科・映画放送音楽コース入学。
- 1998年
  - アンティノスレコードからマキシシングル「いいよ。」でメジャー・デビュー。デビュー当時は大学に在籍していたがのちに中退。
  - FM横浜で番組「SAKANANO YORU」を3年、FM福岡で番組「大塚利恵のOh Dear!」を1年半、パーソナリティを務める。
  - PlayStation用ゲームソフト『ポポローグ』のエンディングテーマ曲「月の魔法 星の夢～夢を彷徨う人へ」に利衣名義でボーカルで参加。
- 1999年
  - 4月28日放送のニッポン放送「オールナイトニッポンR」でパーソナリティを務める。
- 2003年
  - コニシス・エンタテインメントに移籍。
- 2006年
  - 松浦亜弥コンサートツアー2006春『OTONA no NAMIDA』にサポートメンバーとしてピアノで参加。4月1日・2日・15日・16日、5月21日公演分のみ。
- 2007年
  - 生活文化出版WEBマガジン『らいかる』に「作詞の学校」を連載。
- 2007年7月〜2010年1月
  - Care-Fit WEB STATION Kizznaで生放送番組のレギュラーを担当。
- 2008年
  - デビュー10周年記念ワンマンライブを南青山MANDALAで行う。
- 2009年
  - 声を故障した事をきっかけにヨーガを学ぶ。teateセラピー（オステオパシーをベースとした整体）に感銘を受けてteateセラピストの資格を取得。
- 2010年〜
  - 茨城県日立市のコミュニティ放送FMひたちの生放送番組「Music of Dreams!」のパーソナリティを務めている。第1、第5日曜日担当。2012年1月に番組タイトルが「Wonderful Story」から変更された。
- 2011年
  - 配信限定でアルバム「るるらら空空」をリリース。
  - 大塚自身が講師を務める作詞について学ぶワークショップ「作詞の会」を開始。

## ディスコグラフィー

### シングル
- アンティノスレコード
  - 「いいよ。」（1998年7月18日）
  - 涙のカギを開けて（1998年9月19日）
  - 夏気球（1998年10月31日）  「ポポロクロイス物語」オープニングテーマ
  - 東京（1999年4月29日）
  - 笑わせてあげる（1999年9月22日）
  - それだけのこと（2001年2月28日）

### アルバム
- アンティノスレコード
  - Oh Dear（1998年11月21日）
  - 東京（2001年2月28日）
- コニシス・エンタテインメント
  - スミレ（2003年5月23日）
  - 味彩遊園（2006年3月10日）
- 配信限定
  - るるらら空空（2011年3月16日）
売上金の全額が東日本大震災被災地に寄付される。
詳しくはコニシス・エンタテイメントのページ、または、大塚本人のブログ記事「本日3月16日、5年ぶりの配信限定アルバム『るるらら空空』配信スタート♪」 「配信限定アルバム『るるらら空空』配信スタートに際して。」「配信関係のお問い合わせについて」を参照。

## 主な楽曲提供、レコーディング参加作品
- ゲームソフト『ポポローグ』「月の魔法 星の夢～夢を彷徨う人へ」ボーカル　利衣名義
- 王様「オイラ 保安官を撃っただ」「わんこそば食べない?」コーラス
- KinKi Kids「コ・ハ・ル・ビ・ヨ・リ」コーラス
- TAMAMIZU「犬の生活」作詞
- sona（ユンソナ）「はちみついろ」「ハッピー・ドライブ」作詞、「song bird」作曲
- オムニバス『GAL盤-卒業篇-』『失恋ソングス〜卒業編』収録「春なのに」ボーカル
- FU JI KO「SAYONARA HAPPY SNOW」「太陽遊園地 」「ホテル・スウィート・ハイビスカス」作詞
- GOING UNDER GROUND「ハミングライフ」コーラス
- 映画『ダメジン』サウンドトラック「シューレース」作曲、キーボード
- 落合祐里香「鳥になろうよ」「シャンデリア☆ドリーム」「鏡の空」「パトス〜最愛の激情〜」「薄ら氷」作詞
- 小寺可南子&墨谷美輝「アロハマハロ」作詞
- FUNKY MONKEY BABYS「もう君がいない」共作
- AAA「ZAPPER」作詞
- 初田悦子「MOTHER」「光」「天使のめがね」
- FTISLAND「Revolution」作詞
- RSP「Departure」作詞
- テレビアニメ『ぬらりひょんの孫』片手☆SIZE「Sparky☆Start」「雷雷パレード」「Symphonic☆Dream 」「TKGしか愛せない」「Brilliant☆Message」「Orange Smile」「Lime Night」「Departure」「Tiara a moi」作詞
- テレビアニメ『アスタロッテのおもちゃ!』愛美「Wonderful World」「天使のCLOVER」作詞
- 映画『神☆ヴォイス』白池悠宙（梶裕貴）&久保寺辰真（羽多野渉） with 久保寺声優学校オールスターズ「Dreamers!」作詞
- 『ちはやふる オリジナル・サウンドトラック&キャラクターソング集 第2首』駒野勉（代永翼）「人生スクワット」作詞
- 水戸ご当地アイドル（仮）「NEBAPPE☆MITOPPO」「いばらき おいしいパラダイス」作詞
- たんこぶちん「バビロン」作詞
- テレビアニメ『ノブナガン』
  - 「ちいさな星 ver.α」小椋しお(武藤志織)、ニュートン(浅川悠)、ガリレオ(上坂すみれ)作詞
  - 「ちいさな星 ver.β」小椋しお、ジェロニモ(斎藤千和)、スーホ(田村睦心)、ガウディ(村瀬歩)作詞
- 藍井エイル「Daydream」作詞